# Mazaleón
Mazaleón – gmina w Hiszpanii, w prowincji Teruel, w Aragonii, o powierzchni 86,25 km². W 2011 roku gmina liczyła 567 mieszkańców.